# Gaëtan Karlen
Gaëtan Karlen (* 7. Juni 1993 in Sitten) ist ein Schweizer Fussballspieler.

## Karriere
Gaëtan Karlen wurde in Sion, als älterer Bruder von Grégory Karlen der beim FC St. Gallen spielt, geboren und gelangte so zur Jugendakademie des heimischen FC Sion, wo er mit dem Fussballspielen begann. Im Jahr 2013 wurde der Stürmer von der U-21-Auswahl in die erste Mannschaft des Clubs aufgenommen. Sein Debüt gab er auswärts im Spiel gegen den Servette FC Genève, welches mit 0:4 verloren ging. Sein erstes Tor gelang ihm im letzten Spiel der Saison 2012/13 gegen den FC Zürich zum zwischenzeitlichen 3:2, wobei der FC Sion letztlich mit 4:2 gewann.
Im Winter der Saison 2013/14 wurde Karlen an den FC Biel/Bienne ausgeliehen, um Spielpraxis zu sammeln. Es schoss dabei in 17 Spielen 9 Tore.
In der Hinrunde der Saison 2014/15 wechselte er wieder zurück zum FC Sion. In der Rückrunde derselben Saison wechselte er zum Ligakonkurrenten FC Thun. Nach einem Wechsel zum FC Biel-Bienne und einer Saison dort wechselte Karlen zu Neuchâtel Xamax. Im Juni 2020 kehrte Karlen wieder zurück zum FC Sion.